# Militant A
Militant A, de son vrai nom Luca Mascini (né le 21 septembre 1966 à Rome), est un rappeur italien. Il est le pionnier du rap politique dans son pays,.

## Biographie

### Jeunesse
Luca Mascini naît à Rome, dans le quartier de Casal Bruciato, d'une mère française, Marguerite, dite Gait, originaire de Brest, en Bretagne, et professeure de mathématiques à l'institut Meucci de Pietralata (à qui il dédiera le morceau Brest), et d'un père romain, Marco, professeur de chimie à l'université Sapienza. Après avoir découvert le hip-hop grâce à un ami, il fréquente au lycée les collectifs d'étudiants de Via dei Volsci au Liceo scientifico statale Plinio Seniore. C'est dans ce contexte qu'il rencontre Castro X, avec qui il commence à écrire des morceaux et forme le Onda Rossa Posse.
Depuis 1987, il travaille pour Radio Onda Rossa, où il diffuse du hip-hop tous les mardis soirs dans le cadre de l'émission Funk Theology, qui tire son nom d'un morceau de Shango, un projet d'Afrika Bambaataa et de Bill Laswell. Entre-temps, il obtient un diplôme en économie et en commerce.

### Onda Rossa Posse

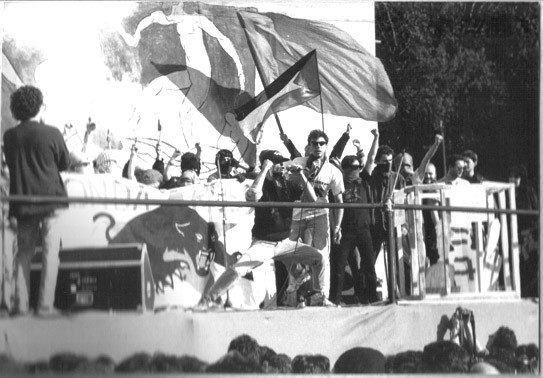
Le Onda Rossa Posse le 3 février 1990 à la Piazza del Popolo.

En 1990, ils publient, avec le nouveau groupe Onda Rossa Posse, Batti il tuo tempo, l'unique album du groupe romain et le premier disque de hip-hop en Italie, avec des textes consacrés aux centres sociaux et au thème de la lutte contre l'héroïne. Il contient le morceau-titre, écrit après l'expulsion du centre social Leoncavallo et la résistance du 16 août 1989. Un autre titre du disque est Hommage à Sante, tiré d'un poème de Sante Notarnicola, qui venait d'être libéré de prison après plus de vingt ans d'emprisonnement. Le morceau Batti il tuo tempo est pris comme modèle par le mouvement étudiant la Pantera,.
Impliqué dans les premières occupations des centres sociaux à Rome, Militant A organise des concerts et des sound systems au CSOA Forte Prenestino, au Blitz à Colli Aniene, au Ricomincio dal Faro à Magliana et au Breackout à Primavalle. Il participe également à une série de marches, comme celle qui se tient sur la Piazza del Popolo le 3 février 1990 pour contester la politique de restauration culturelle du gouvernement.

### Assalti Fontali et autres collaborations
En novembre 1990, le Onda Rossa Posse se sépare et Militant A forme Assalti Frontali sur ses cendres,. Leur premier album Terra di nessuno, sorti en 1992, est dédié à Cheecky P, nom de scène de Paola Bonanni, la compagne de Mascini et membre du groupe, décédée dans la nuit du 4 au 5 avril de l'année précédente dans un accident de voiture. Entretemps, en janvier 1991, il fait participer la scène romaine au projet United Against War - Baghdad 1.9.9.1, qui s'oppose à la guerre du Golfe.
Militant A promeut avec les comités de la ville le festival Ritorno al lago che combatte, organisé pendant six éditions dans le but de valoriser la zone de l'ancien lac Snia à Rome, où des tentatives présumées de spéculation immobilière avaient lieu. Le rappeur décrit les événements dans son morceau Il lago che combatte sorti en 2014, écrite avec Il Muro del Canto, et dans un livre homonyme publié cinq ans plus tard.
Le 27 janvier 2017, son amie Simonetta Salacone décède. Militant A lui dédie le morceau Simonetta. En 2018, il fait la rencontre de Lorenzo Falcione, 16 ans, prénom Er tempesta, avec qui il écrira Compagno Orso dédié à la mémoire de Lorenzo Orsetti et publié dans la collection 1990-2020, Er Tempesta devient membre des Assalti Frontali en live, en alternance au micro avec son partenaire Pol G. L'artiste collabore aussi avec les rappeurs Principe, Easy One et Daddie Notch sur le titre 13.12, publié sur l'album Dead Poets 2 (2019) du DJ romain Fastcut.
En avril 2021, le juge de la Cour constitutionnelle Nicolò Zanon utilise le morceau Il rap della costituzione comme exemple pour parler de la Constitution aux nouvelles générations. Le 14 juin 2024, le film documentaire sur les Assalti Frontali, Una vita all'assalto, réalisé par Paolo Fazzini et Francesco Principini, sorti sur les écrans.

## Discographie

### Avec Onda Rossa Posse
- 1990 : Batti il tuo tempo (album)
- 1991 : Baghdad 1.9.9.1. (album)

### Avec Assalti Frontali
- 1992 : Terra di nessuno  (album)
- 1993 : Sud (single)
- 1996 : Conflitto (album)
- 1996 : Assalti Frontali Remix (album de remix)
- 1997 : In movimento (single)
- 1999 : Banditi (album)
- 2000 : Banditi 2000 (album de remix)
- 2004 : Hic Sunt Leones (album)
- 2005 : HSL-R (album de remix)
- 2006 : Mi sa che stanotte... (album)
- 2008 : Un'intesa perfetta (album)
- 2011 : Profondo rosso (album)
- 2016 : Mille gruppi avanzano (album)
- 2017 : Piazza Indipendenza (single)
- 2018 : Fino all'alba (single)
- 2019 : Simonetta (single)
- 2020 : Fuoco a Centocelle (single)
- 2022 : Courage (album)
- 2024 : Notte Immensa (album)

### Avec Brutopop
- 2004 : Hic Sunt Leones (album)